# 中富 (所沢市)
中富（なかとみ）は、埼玉県所沢市の大字。郵便番号は、359-0002。

## 地理
所沢市北部に位置する。中富南・北原町・中新井・神米金・下富と隣接する。三富新田開発時に区画された短冊状の畑地が現在も残る。

## 歴史
かつては埼玉県入間郡富岡村であった。江戸時代の元禄期に開拓された三富新田の中央部にあたる。近年南部がエステシティ所沢として開発され新興住宅地となり、中富南として分離した。

### 沿革
- 江戸時代 - 川越藩領であった。元禄時代より三富新田の開発が始まる。
- 1696年（元禄9年） - 検地があり[5]、屋敷の戸数は中富地内で40戸[注釈 1]。
- 1889年（明治22年）4月1日 - 町村制施行に伴い、中富村、下富村、神米金村、北岩岡村、北中村が合併し、入間郡富岡村の村域となる。
- 1943年（昭和18年）4月1日 - 富岡村が所沢町・小手指村・山口村・吾妻村・松井村と合併し、入間郡所沢町大字中富となる。
- 1952年（昭和27年） - 一部の地域が中新井となり分離される。
- 1981年（昭和56年） - 日本新都市開発（現：ニューシティコーポレーション）により南部でエステシティ所沢の開発が始まる。
- 1990年（平成2年）5月20日 - 区画整理実施により南部が中富南となり分離。
- 2007年（平成19年）2月13日 - 北側の下富に残った中富の飛地である辨天地区が下富に編入となり分離される。[6]

（地名を中富から下富に変更されたが、地番は変更していない）

## 世帯数と人口
2017年（平成29年）9月30日現在の世帯数と人口は以下の通りである。
| 大字 | 世帯数    | 人口    |
| ---- | --------- | ------- |
| 中富 | 1,032世帯 | 2,495人 |

## 交通

### 鉄道
当地に鉄道は敷設されていない。

### 道路
- 埼玉県道56号さいたまふじみ野所沢線
- 埼玉県道126号所沢堀兼狭山線

交差点
「市民武道館前」 ・「松下」 ・「中富」
バス

## 施設
地区北端部の多聞院通り沿いには物流施設が多く立ち並ぶ。
- 所沢市立中富小学校
- 所沢市民武道館
- 中富民俗資料館
- 陽明保育園
- 所沢リハビリテーション病院
- 埼玉西協同病院
- 宝塔山会館
- 中富東部支部集会所
- 所沢聖地霊園 - 北側の一部
- 所沢市立第二学校給食センター
- 所沢市立松原学園[7] -  市立児童発達支援センター
- 所沢市立かしの木学園 - 児童発達支援事業

寺社・史跡
- 神明社
- 多聞院
  - 毘沙門堂

## 小・中学校の学区
市立小学校及び中学校に通う場合の学区（校区）は以下の通り。
| 町丁 | 番・番地 | 小学校             | 中学校                       |
| ---- | -------- | ------------------ | ---------------------------- |
| 中富 | 全域     | 所沢市立中富小学校 | 所沢市立富岡中学校（神米金） |